# Озерне (Первомайський район)
Озе́рне (рос. Озёрное) — село у складі Первомайського району Оренбурзької області, Росія.

## Населення
Населення — 707 осіб (2010; 737 у 2002).
Національний склад (станом на 2002 рік):
- росіяни — 52 %
- казахи — 37 %